# Американская психологическая ассоциация
Американская психологическая ассоциация, АПА (англ. American Psychological Association, APA) — объединение профессиональных психологов, включающее специалистов из США и Канады, а также ассоциированных членов из других стран. В ней состоят порядка 150 тыс. членов, бюджет организации составляет около 70 миллионов долларов. АПА формулирует свою миссию так: «продвигать психологию как науку, профессию и средство совершенствования благополучия, психического здоровья и образования людей».
АПА была основана в июле 1892 года группой из 26 психологов в университете Кларка, первым президентом стал Г. Стенли Холл. В настоящее время ассоциация состоит из 54 подразделений по областям науки и практики и 58 региональных отделений в США и Канаде.
Выборы президента АПА производятся ежегодно.

## История
29 августа 1929 года. Карлом Мюрчисоном был опубликован первый каталог членов АПА — «Психологический реестр» (Psychological Register).
Во время реорганизации АПА в 1945 году была создана система секций (divisions), каждая из которых имеет свой номер. Однако в АПА нет четвёртой и одиннадцатой секции. Четвёртая секция предназначалась для Психометрического общества, но оно отказалось от вступления в АПА, а одиннадцатая (патопсихологии и психотерапии) была присоединена к двенадцатой (клинической психологии).
29 августа 1969 в Чикаго не начался очередной съезд АПА. Из-за жестокости, проявленной чикагской полицией к протестующим против войны во Вьетнаме на Национальном демократическом конвенте 1968 года, АПА перенесла свой ежегодный съезд в Вашингтон, где он начался 31 августа.
В 2007 году ассоциация принимала участие в организации первого «Дня психологии», приуроченного к Всемирному дню психического здоровья.

### Кризис и раскол
На протяжении XX века в АПА происходили постоянные столкновения между противоборствующими группами её членов. Одно из самых масштабных противостояний наблюдалось между теоретиками и экспериментаторами, с одной стороны, и прикладными психологами, с другой стороны. Опрос, проведённый в 1957 году в отделении экспериментальной психологии, показал, что только 55% членов одобрили АПА, 30% высказались против этой организации, и было выявлено растущее желание экспериментаторов покинуть её. Сохранявшаяся на протяжении десятилетий напряжённость между сообществами практиков и «академиков» резко обострилась в 1980-х годах, когда практики оказались в большинстве. Если в 1940 году академической психологией занимались около 70% членов АПА, то в 1985 году — лишь 33%. «Академики» часто заявляли, что АПА стремится удовлетворить интересы гильдии практиков, в том числе получение страховочных выплат, возможность выписывания рецептов на психоактивные препараты, обеспечение для клинических психологов таких же госпитальных привилегий, что и для психиатров. В течение второй половины XX века было предпринято несколько попыток разрешить эти противоречия путём реорганизации АПА. Однако с течением времени «академикам» становилось всё сложнее добиваться нужных им решений, поэтому многие из них уходили из АПА. Последняя попытка реорганизации была предпринята в феврале 1987 года. Обсуждение плана реорганизации было эмоциональным и происходило в обстановке конфликтов, интриг и взаимных обвинений в недоверии. Частнопрактикующий психолог Стэнли Грэм, ставший президентом АПА в 1990 году, сначала подписал документ о реорганизации, но вскоре изменил свою позицию и начал выступать против его ратификации. В итоге многие академики, по словам бывшего президента АПА Логана Райта, сделали вывод, что «АРА стала гильдией, контролируемой представителями мелкого бизнеса». Сторонники академической психологии создали свою собственную организацию под названием Американское психологическое общество (American Psychological Society, APS), впоследствии переименованную в Ассоциацию психологической науки (Association for Psychological Science). Между этими организациями возникли враждебные отношения. Совет АПА пытался снять членов конкурирующей организации с руководящих позиций в АПА под предлогом конфликта интересов. Попытки оказались безуспешными, но большинство членов Американского психологического общества покинули АПА добровольно. Как отмечает Т. Лихи, «стремление психологов-практиков иметь своё профессиональное общество оказалось несовместимым со стремлением академических учёных иметь научное общество». Он объясняет это тем, что психология слишком обширна и разнообразна, чтобы поддаваться унификации.

## Список президентов АПА
- 1892 — Гренвилл Стэнли Холл
- 1893 — Джордж Трамбалл Лэдд
- 1894 — Уильям Джемс
- 1895 — Джеймс Маккин Кеттел
- 1896 — Джордж Стюарт Фаллертон[англ.]
- 1897 — Джеймс Марк Болдуин
- 1898 — Гуго Мюнстерберг
- 1899 — Джон Дьюи
- 1900 — Джозеф Ястров
- 1901 — Джосайя Ройс
- 1902 — Эдмунд Клэрк Сэнфорд[англ.]
- 1903 — Уильям Лоу Брайан[англ.]
- 1904 — Уильям Джемс
- 1905 — Мэри Уайтон Колкинс[англ.]
- 1906 — Джеймс Энджелл
- 1907 — Генри Рутгерс Маршалл[англ.]
- 1908 — Джордж Малкольм Стрэттон
- 1909 — Чарльз Хаббард Джадд[англ.]
- 1910 — Уолтер Бауэрс Пилсбери[англ.]
- 1911 — Карл Эмиль Сишор
- 1912 — Эдвард Торндайк
- 1913 — Говард Кросби Уоррен[англ.]
- 1914 — Роберт Вудвортс
- 1915 — Джон Бродес Уотсон
- 1916 — Реймонд Додж[англ.]
- 1917 — Роберт Йеркс
- 1918 — Джон Уоллес Бэйрд[англ.]
- 1919 — Уолтер Дилл Скотт[англ.]
- 1920 — Шепард Айвори Франц[англ.]
- 1921 — Маргарет Флой Уошберн[англ.]
- 1922 — Найт Данлоп[англ.]
- 1923 — Льюис Мэдисон Терман
- 1924 — Гренвилл Стэнли Холл
- 1925 — Мэдисон Бентли[англ.]
- 1926 — Харви Карр[англ.]
- 1927 — Гарри Холлингвортс[англ.]
- 1928 — Эдвин Боринг
- 1929 — Карл Лешли
- 1930 — Герберт Сидни Лангфельд[англ.]
- 1931 — Уолтер Сэмюэль Хантер[англ.]
- 1932 — Уолтер Ричард Майлз
- 1933 — Луис Терстоун
- 1934 — Джозеф Петерсон[англ.]
- 1935 — Альберт Поффенбергер[англ.]
- 1936 — Кларк Халл
- 1937 — Эдвард Толмен
- 1938 — Джон Фредерик Дешилл[англ.]
- 1939 — Гордон Олпорт
- 1940 — Леонард Кармайкл[англ.]
- 1941 — Герберт Вудро[англ.]
- 1942 — Кельвин Перри Стоун[англ.]
- 1943 — Джон Эдвард Андерсон[англ.]
- 1944 — Гарднер Мёрфи[англ.]
- 1945 — Эдвин Гатри[англ.]
- 1946 — Генри Гарретт[англ.]
- 1947 — Карл Роджерс
- 1948 — Дональд Маркиз[англ.]
- 1949 — Эрнест Хилгард[англ.]
- 1950 — Джо Пол Гилфорд
- 1951 — Роберт Ричардсон Сирс
- 1952 — Джозеф Хант[англ.]
- 1953 — Лоуренс Шаффер[англ.]
- 1954 — Орвал Маурер[англ.]
- 1955 — Лауэлл Келли[англ.]
- 1956 — Теодор Нькомб[англ.]
- 1957 — Ли Кронбах
- 1958 — Гарри Харлоу
- 1959 — Вольфганг Кёлер
- 1960 — Дональд Хебб
- 1961 — Нил Миллер
- 1962 — Пол Мил[англ.]
- 1963 — Чарльз Осгуд
- 1964 — Куинн Макнимар[англ.]
- 1965 — Джером Брунер
- 1966 — Николас Хоббс[англ.]
- 1967 — Гарднер Линдсей[англ.]
- 1968 — Абрахам Маслоу
- 1969 — Джордж Миллер
- 1970 — Джордж Олби
- 1971 — Кеннет Кларк[англ.]
- 1972 — Анна Анастази[англ.]
- 1973 — Леона Тайлер[англ.]
- 1974 — Альберт Бандура
- 1975 — Дональд Т. Кэмпбелл
- 1976 — Уилберт Маккичи[англ.]
- 1977 — Теодор Блау[англ.]
- 1978 — Брюстер Смит[англ.]
- 1979 — Николас Каммингс[англ.]
- 1980 — Флоренс Денмарк[англ.]
- 1981 — Джон Конгер[англ.]
- 1982 — Уильям Бивен[англ.]
- 1983 — Макс Сигал[англ.]
- 1984 — Дженет Спенс[англ.]
- 1985 — Роберт Перлофф[англ.]
- 1986 — Логан Райт
- 1987 — Бонни Стрикланд[англ.]
- 1988 — Реймонд Фаулер[англ.]
- 1989 — Джозеф Матараццо[англ.]
- 1990 — Стэнли Грэхем[англ.]
- 1991 — Чарльз Спилбергер[англ.]
- 1992 — Джек Виггинс[англ.]
- 1993 — Фрэнк Фарли[англ.]
- 1994 — Рональд Фокс[англ.]
- 1995 — Роберт Резник[англ.]
- 1996 — Дороти Кантор[англ.]
- 1997 — Норман Эйблс
- 1998 — Мартин Селигман
- 1999 — Ричард Суинн[англ.]
- 2000 — Патрик Делеон[англ.]
- 2001 — Норин Джонсон[англ.]
- 2002 — Филипп Зимбардо
- 2003 — Роберт Стернберг
- 2004 — Диана Хэлперн[англ.]
- 2005 — Рональд Левант[англ.]
- 2006 — Джеральд П. Кучер[англ.]
- 2007 — Шэрон С. Брем[англ.]
- 2008 — Алан Каздин[англ.]
- 2009 — Джеймс Брэй[англ.]
- 2010 — Кэрол Гудхарт[англ.]
- 2011 — Мелба Васкес[англ.]
- 2012 — Сьюзан Беннет Джонсон[англ.]
- 2013 — Donald N. Bersoff[англ.]
- 2014 — Nadine Kaslow[англ.]
- 2015 — Барри С. Энтон[англ.]
- 2016 — Susan H. McDaniel[англ.]
- 2017 — Antonio Puente[англ.]

## Конгрессы АПА
- 2009 — Торонто

## Награды
Присуждает следующие награды:
- Премия АПА за выдающийся научный вклад в психологию[англ.]
- Выдающаяся научная премия АПА за применения психологии[англ.]
- Премия АПА за выдающийся профессиональный вклад в прикладные исследования[англ.]
- Премия АПА за выдающийся вклад в международное развитие психологии[англ.]
- Международная гуманитарная премия АПА[англ.]
- Премия АПА за пожизненный вклад в психологию[англ.]